# 遊☆戯☆王ゼアル デュエルターミナル
『遊☆戯☆王ゼアル デュエルターミナル』（ゆうぎおうゼアル デュエルターミナル）は、コナミデジタルエンタテインメントのトレーディングカードアーケードゲーム。略称は『DT』（デュエルターミナル）。2013年3月31日でサービスが既に終了済みである。
『遊☆戯☆王ファイブディーズ デュエルターミナル』として2008年3月15日稼働開始。2011年4月稼働の第12弾より、『遊☆戯☆王ZEXAL』（『遊☆戯☆王ゼアル オフィシャルカードゲーム』）の展開に伴い、『遊☆戯☆王ゼアル デュエルターミナル』に変更された。

## 概要
1プレイで1枚のカードが排出される。カードとゲーム内容は『遊☆戯☆王オフィシャルカードゲーム』（以下OCG）と連動しており、本作の排出カードはOCGでも使用できる。カードにはイラスト左下に「DUEL TERMINAL」の表記があり、裏面には不可視のQRコードが印刷されている。
本作の排出カードのほか、書籍などに付属する対応カード、「モンスターフィギュアコレクション」のカードおよびフィギュアもスキャンできる。
本作のカードのレアリティは「ノーマル」「レア」「スーパーレア」「ウルトラレア」、更に第3弾から追加された「シークレット」（ウルトラレアのレアリティ・加工違い）の5種類である。いずれも第1弾〜第8弾には斑点状、第9弾からはオパール状のフィルム、デュエルターミナルクロニクルには四角形を敷き詰めたフィルムが貼り付けられており、OCGとしてのレアリティは「パラレルレア」となる。
2014年4月からアニメは新作『遊☆戯☆王ARC-V』へ移行したのに対して本作はZEXALから更新されていないが、ARC-Vの作中に本作出身のカードシリーズをメインに使用するキャラクターが複数登場している。

## ゲームモード
モンスターは3Dアニメーションで描かれる。

### スピードデュエル
OCGのマスタールールに準じたモード。
1. 難易度を「はじめて」「かんたん」「むずかしい」から選択。「はじめて」を選ぶと龍亞（第2弾までは海馬瀬人）がナビゲーターとなり、遊び方が説明される。
2. メインデッキのカード（モンスター・魔法・罠）、エクストラデッキのカード（融合・シンクロ）を各3枚、計6枚までのカードをスキャン。
3. スキャンしたカードに応じて、またはランダムに出現するデッキから一つを選択する。カードが足りない場合はランダムに追加される。特定のカード（単体または複数枚）をスキャンすると、特別なデッキが必ず出現する。
4. 対戦相手を選択。店舗の設置数と設定によっては対人戦も行うことができる。
5. デュエル開始。OCG同様、ライフポイントが0になるか、自分か相手のメインデッキが0枚になるとその時点でライフポイントの多いほうの勝ち。勝敗を問わず終了時にはデュエル内容に応じたスコアが表示される。
6. 「むずかしい」終了時のスコアが28000点以上に達した場合、「EXステージ」のデュエル開始。

ルール
メインデッキ10枚、手札4枚、ライフポイント4000で開始。
手札は5枚まで。モンスターカードゾーン、魔法・罠カードゾーンは各3枚まで。フィールドカードゾーンはなし。
ドローフェイズにスタンバイフェイズの処理を行い、バトルフェイズ終了後はメインフェイズ2を行わずエンドフェイズに移行する。
第7弾より、ドローフェイズ開始前に「デスティニースキャン」のミニゲームを行える。デッキ選択時のON/OFF切り替え、スキップ可。
ゲージを貯めると、スキャンしなかったカードをスキャンして、手札に加えることができる。ランダムスキャン、スキップ可。
第5弾までは開始時の手札は3枚、ライフポイントは3000で、対戦相手を選択できなかった。
EXステージ
同じ登場作品の別キャラクターからランダムに対戦相手が選ばれ、通常時よりも強力なデッキを使用してくる。
1戦目でデスティニースキャンを使用しなかった場合、ゲージは引き継がれる。
EXステージ終了時に高いスコアを記録した場合はランキングに登録できる。

### アクションデュエル
タッチパネルとアクションボタンで遊ぶミニゲーム。第4弾からアニメ登場キャラクターとの対戦になり、実況が追加された。弾ごとに新たなミニゲームが追加されている。
1. モンスターカードをスキャン。魔法・罠カードをスキャンするとルーレットでランダムスキャン。モンスターとフィールドの属性の相性によって強化または弱体化する。
2. パワーアップフェイズ。ミニゲームの結果に応じてラインが作られる。
3. バトルフェイズ。ラインに合わせてアクションボタンを押し、5つのライフを先に削った方の勝ち。
  1. 3体のモンスターが特定の組み合わせになっている場合、3体目のバトルフェイズに「コンボ」が発生する。
  2. 2連勝した場合は「EXステージ」に移行して対戦相手が入れ替わる。EXステージのみ登場する人物あり。バトルフェイズの攻撃は通常の相手よりも強力。
  3. EXステージ終了時に高いスコアを記録した場合はランキングに登録できる。

ミニゲームは以下からランダム。多くはOCGのカードイラストや設定、アニメの1シーンを模したものになっている。
基本ミニゲーム
画面に現れる「星」をタッチして集める。
突進（第5弾）
「突進」のイノシシを操作して星を集める。
ドーピング（第5弾）
「ドーピング」の液体を適量にする。
ハンマーシュート（第6弾）
「ハンマーシュート」のように、星を持った「ゴブリン」をハンマーで叩く。
サルベージ（第6弾）
「サルベージ」のように、星の入った宝箱を引き上げる。
闇の量産工場（第6弾）
「闇の量産工場」で流れてくる「もけもけ」の向きを直す。
イェーガーのピンボール（第7弾）
「ジェスター」モンスターやイェーガーたちが持つ星をボールで獲得する。
遊星GO!（第7弾）
「ゲートブロッカー」や「ゴロゴル」などを避けながら、遊星号を時間内にゴールさせる。
エネミーコントローラー（第8弾）
海馬瀬人が指示するコマンドを、タッチパネルに表示された「エネミーコントローラー」のAボタン、Bボタン、Cボタンで入力し、「クリボー」「ロケット戦士」「ブラック・マジシャン」などのモンスターを捕獲する。
ゲームが進行すると難易度が上がり、筐体のアクションボタンや、タッチパネルに表示される矢印のボタンも使用する。ただし、モンスターに対して入力するコマンドは毎回同じ。
捕獲に成功すると海馬やカイバーマンの台詞を聞くことができ、好成績を収めるとMCも『遊☆戯☆王』で「青眼の白龍」を初めて召喚した時の海馬に倣って「スゴイぞー!カッコいいぞー!!」と叫ぶ。
おジャマ・ジャンピング（第9弾）
「おジャマ」達を、音に合わせてジャンプさせる。
進め!ラヴァル隊（第9弾）
「ラヴァル」達の進路を、タッチパネルでタイミングよく作る。
ぴちぴち魚釣り（第10弾）
ウキを食いつかせて、魚や魚型モンスターを釣り上げていく。
ふわふわガスタ（第10弾）
「ダイガスタ・ガルドス」たちを操って星を集める。
ジェムナイト★フィーバー（第11弾）
宝石を揃えて「ジェムナイト」を召喚する。
オメガの裁き（第11弾）
「ヴァイロン・オメガ」の攻撃で「インヴェルズ」達を破壊する。
エクシーズ召喚（第12弾）
カードを繋げてエクシーズ召喚を狙う。
かっ跳び箱（第13弾）
九十九遊馬をジャンプさせて星を集める。

### カードだけゲット!
ゲームを行わずカードのみを購入するモード。第6弾〜第9弾ではカーリー渚が運勢占いをしてくれる。

## デュエルターミナル NEXT
第9弾と同時に、一部店舗で稼動を開始したアップグレード版。「デュエリストカードキー」を使用することで、プレイヤー情報の記録、ゲームモードの拡張が行われるのが特徴。筐体には赤いプロテクターが取り付けられており、デモ画面の解説、タイトル画面も異なる。
2013年3月31日にカードキーのデータ保存など、ネットワーク関連サービスを終了。現在はアドベンチャーモードのストーリー閲覧・バトルが行えることを除き、通常筐体と同等。
スピードデュエル
勝利時にデュエルターミナル未対応（未排出）カードを「サポートカード」として入手でき、従来使用しているデッキを編集する形で使用可能になる。またネットワークランキング「スピードデュエルグランプリ」が定期的に開催されていた。
アクションデュエル
アニメ5D's・ZEXAL、デュエルターミナルオリジナルカードのストーリーに従い、マップを移動してクエストを引き受け、ターゲットとデュエルする「アドベンチャーモード」が追加される。勝利時にはカードスキャンの代わりに呼び出せる「すけっとモンスター」を入手できる。

## 登場人物
各モードでの対戦相手、およびスピードデュエルのプレイヤーのアシスタントとして登場する。特筆しない限り、対戦相手として登場した弾を初登場とする。
キャラクターの台詞やBGMはアニメを再現したものとなっており、メディア展開作品の台詞やその使用カード、OCGの関連カード使用時の台詞などもある。
| 遊☆戯☆王デュエルモンスターズ   | 初登場 | 備考                                                            |
| ------------------------------ | ------ | --------------------------------------------------------------- |
| 闇遊戯                         | 第1弾  | -                                                               |
| 海馬瀬人                       | 第1弾  | -                                                               |
| 城之内克也                     | 第1弾  | -                                                               |
| 孔雀舞                         | 第2弾  | -                                                               |
| ペガサス・J・クロフォード      | 第3弾  | -                                                               |
| バンデット・キース             | 第3弾  | -                                                               |
| 闇バクラ                       | 第4弾  | -                                                               |
| 闇マリク                       | 第5弾  | -                                                               |
| インセクター羽蛾               | 第6弾  | -                                                               |
| 海馬モクバ                     | 第7弾  | -                                                               |
| 真崎杏子                       | 第7弾  | アシスタントのみ                                                |
| イシズ・イシュタール           | 第10弾 | -                                                               |
| リシド                         | 第12弾 | -                                                               |
| 遊☆戯☆王デュエルモンスターズGX | 初登場 | 備考                                                            |
| 遊城十代                       | 第1弾  | -                                                               |
| カイザー亮                     | 第1弾  | -                                                               |
| 万丈目準                       | 第1弾  | -                                                               |
| ヨハン・アンデルセン           | 第2弾  | -                                                               |
| 丸藤翔                         | 第3弾  | -                                                               |
| ティラノ剣山                   | 第4弾  | -                                                               |
| クロノス・デ・メディチ         | 第5弾  | -                                                               |
| 三沢大地                       | 第5弾  | カード切れ画面のみ                                              |
| エド・フェニックス             | 第6弾  | -                                                               |
| 天上院明日香                   | 第7弾  | 第6弾アシスタントのみ                                           |
| 天上院吹雪                     | 第8弾  | -                                                               |
| ユベル                         | 第9弾  | -                                                               |
| オースチン・オブライエン       | 第10弾 | -                                                               |
| 斎王琢磨                       | 第11弾 | -                                                               |
| 大徳寺                         | 第11弾 | アシスタントのみ                                                |
| アムナエル                     | 第12弾 |                                                                 |
| 早乙女レイ                     | 第13弾 | -                                                               |
| 遊☆戯☆王5D's                   | 初登場 | 備考                                                            |
| 不動遊星                       | 第2弾  | 第1弾アシスタントのみ 第7弾よりボイス・グラフィックの追加・変更 |
| ジャック・アトラス             | 第2弾  | 第1弾アシスタントのみ 第9弾よりボイス・グラフィックの追加・変更 |
| 牛尾哲                         | 第2弾  | -                                                               |
| 龍亞                           | 第3弾  | -                                                               |
| 十六夜アキ                     | 第4弾  | 第10弾よりボイス・グラフィックの追加・変更                      |
| MC                             | 第4弾  | アクションデュエル実況のみ                                      |
| クロウ                         | 第5弾  | -                                                               |
| カーリー渚                     | 第5弾  | アシスタントのみ                                                |
| 龍可                           | 第6弾  | 第3弾よりナビゲーター                                           |
| イェーガー                     | 第7弾  | -                                                               |
| 鬼柳京介                       | 第8弾  | -                                                               |
| ボマー                         | 第9弾  | -                                                               |
| ディヴァイン                   | 第10弾 | -                                                               |
| シェリー・ルブラン             | 第11弾 | -                                                               |
| ブルーノ                       | 第11弾 | アシスタントのみ                                                |
| アンチノミー                   | 第12弾 |                                                                 |
| アポリア                       | 第13弾 | -                                                               |
| 遊☆戯☆王ZEXAL                  | 初登場 | 備考                                                            |
| 九十九遊馬                     | 第12弾 | -                                                               |
| 神代凌牙                       | 第12弾 | -                                                               |
| アストラル                     | 第12弾 | アシスタントのみ                                                |
| 天城カイト                     | 第13弾 | -                                                               |

## カードリスト
コナミでは過去のカードの注文も受け付けていたが、第5弾・第8弾のみ早期に生産を終了している。
| 弾              | サブタイトル              | 稼働日     |
| --------------- | ------------------------- | ---------- |
| 第1弾 （DT01）  | シンクロ覚醒!!            | 2008年3月  |
| 第2弾 （DT02）  | ワームの侵攻!!            | 2008年7月  |
| 第3弾 （DT03）  | 反撃のジャスティス!!      | 2008年10月 |
| 第4弾 （DT04）  | 魔轟神復活!!              | 2008年12月 |
| 第5弾 （DT05）  | 混沌の覇者!!              | 2009年4月  |
| 第6弾 （DT06）  | 疾風のドラグニティ!!      | 2009年7月  |
| 第7弾 （DT07）  | ジェネクスの進撃!!        | 2009年10月 |
| 第8弾 （DT08）  | トリシューラの鼓動!!      | 2010年1月  |
| 第9弾 （DT09）  | ヴァイロン降臨!!          | 2010年4月  |
| 第10弾 （DT10） | インヴェルズの侵略!!      | 2010年8月  |
| 第11弾 （DT11） | オメガの裁き!!            | 2010年12月 |
| 第12弾 （DT12） | エクシーズ始動!!          | 2011年4月  |
| 第13弾 （DT13） | 星の騎士団 セイクリッド!! | 2011年10月 |
| 第14弾 （DT14） | 破滅の邪龍 ウロボロス!!   | 2012年1月  |

2012年6月からは『クロニクル』にラインナップを移行。ごく一部を除いたデュエルターミナル初出カードのみを再収録し、発売時点で最新のカードフォーマット・レアリティに改めている。
| 弾                     | サブタイトル | 稼働日        | 再収録                                                                      |
| ---------------------- | ------------ | ------------- | --------------------------------------------------------------------------- |
| クロニクルI （DTC1）   | 覚醒の章     | 2012年6月1日  | シンクロ覚醒、ワームの侵攻、反撃のジャスティス、エクシーズ始動              |
| クロニクルII （DTC2）  | 混沌の章     | 2012年8月28日 | 魔轟神復活、混沌の覇者、疾風のドラグニティ、星の騎士団 セイクリッド         |
| クロニクルIII （DTC3） | 破滅の章     | 2012年11月6日 | ジェネクスの進撃、トリシューラの鼓動、ヴァイロン降臨、破滅の邪龍 ウロボロス |
| クロニクルIV （DTC4）  | 対極の章     | 2013年2月26日 | インヴェルズの侵略、オメガの裁き                                            |

### デュエルターミナル初出カード
初出30枚と再録20枚で、毎弾50枚がラインナップされている。再録カードはレアリティが下がり、初出カードは何らかの共通点のあるシリーズに属するものが多く、デモ画面やスピードデュエル用のデッキで解説されるストーリーに深く関わっている。新弾で新しいシリーズが収録されると、そのシリーズと同じ属性のシリーズは以降収録されなくなる。また一部シリーズは、後にブースターパックなどにもカードが収録されている。14弾からは新規カードが増量し、ターミナルで登場したシリーズの他、アニメZEXALで登場した人物のカード（ブリキの大公やロビン一味シリーズなど）が収録されている。
X-セイバー（エックス -）
第1弾から登場。地属性の戦士族・獣戦士族・獣族で構成されている。相手より優位に立ちやすい効果やモンスターの特殊召喚などの効果を持つカードが多い。後のブースターでのみ関連の新シリーズ「XX-セイバー（ダブルエックス -）」が登場している。
氷結界（ひょうけっかい）
第1弾から登場。水属性モンスターで構成されており、相手の攻撃・効果を封じる、カードを破壊する・戻すなど、相手の行動を制限する効果を持つカードが多い。
フレムベル
第1弾から登場。炎属性、主に炎族で構成されている。
ほとんどが守備力200で、これに関連した効果を持つカードがブースターにも収録されている。
ネオフレムベル
第8弾のみ登場。フレムベルとは違い、炎族で統一されており、墓地のカードの除外、墓地の枚数に依存する効果を共通して持つ。
霞の谷（ミスト・バレー）
第1弾から登場。風属性モンスターで構成されており、カードを手札に戻す効果が多い。
A・O・J（アーリー・オブ・ジャスティス）
第1弾から登場。闇属性・機械族で構成されており、光属性または裏側守備表示のモンスターに対する効果が多く、「ワームに対抗するために結成された組織が開発した」という設定に忠実である。
ワーム
第1弾から登場。光属性・爬虫類族で構成されており、リバース効果、リバースやセットに関わる効果を持つ。
ジェネクス
第2弾から登場。機械族が多く、闇属性のチューナーを除いて属性は統一されていない。チューナーモンスター「ジェネクス・コントローラー」を中心とする。
レアル・ジェネクス
第5弾から登場。こちらも多くが機械族で属性は統一されていない。
A・ジェネクス（アーリー -）
第7弾から登場。闇属性・機械族で統一されており、属性に関する効果を多く持つ。A・O・Jとジェネクスが合体したという設定である。なお、今のところ「A・ジェネクス」を指定したカードは存在せず、実質「ジェネクス」として扱われる。
ナチュル
第3弾から登場。地属性、主に昆虫族・植物族で構成されており、相手の行動に反応して発動する効果が多く、シンクロモンスターは強力な効果を持つものが多い。また、ブースターパックでは数多くの派生カードが存在している。
魔轟神（まごうしん）
第4弾から登場。光属性・悪魔族で構成されており、主に手札から墓地に捨てられた時に効果を発動するカードが多い。
魔轟神獣（まごうしんじゅう）
第7弾から登場。魔轟神の派生シリーズで光属性・獣族で構成されており、主な効果は同様。「魔轟神獣」と指定したカードは存在しない。
ジュラック
第4弾から登場。炎属性・恐竜族で構成されており、攻撃面で効果を発揮するカードが多い。
ドラグニティ
第6弾から登場。風属性、鳥獣族およびドラゴン族チューナーで構成されている。
ドラゴン族モンスターを装備カードとして扱う効果を持ち、シンクロモンスター「ドラグニティナイト」もドラゴン族の装備効果を持つものがある。
2010年6月にはドラグニティを中心としたストラクチャーデッキ「ドラグニティ・ドライブ」が登場。新たにドラゴン族の上級モンスターである「ドラグニティアームズ」が登場した。なお、デュエルターミナル出身のカード群がストラクチャーデッキのテーマになったのはこれが初である。
ヴァイロン
第9弾から登場。光属性、主に天使族や機械族で構成されており、装備カードに関する効果が多い。一部の関連カードはブースターパックにも収録。
ラヴァル
第9弾から登場。炎属性で構成されており、墓地に存在する「ラヴァル」を除外して発動する効果、または除外に関わる効果が多い。「ラヴァル」の名を持たないモンスターも多い。一部の関連カードはブースターパックにも収録。
ジェムナイト
第9弾から登場。地属性で構成されており、融合召喚を中心とする。通常モンスターが多い事や、専用の融合カードが存在する事から「E・HERO（エレメンタルヒーロー）」とコンセプトは似ている。
ジェム
第9弾から登場。一部の関連カードはブースターパックにも収録。他の「ジェムナイト」や専用融合カードをサーチする効果を持つモンスターが多い。
インヴェルズ
第10弾から登場。闇属性・悪魔族で構成されており、アドバンス召喚に関する効果を持つ。高い攻撃力を持つが、逆に1体を除き守備力は0である。
ヴェルズ
第13弾から登場。闇属性で構成されており、デュエルターミナル関連の既存のモンスターが変異した姿が特徴。攻守は基本的に多くが50を持った半端な数値に設定されている。属するモンスターの効果は使いやすいものが多いが、他のシリーズに比べシリーズ内で相互作用するカードは少ない。通常モンスターのフレーバーテキストも特徴的である（普通には読めない）。
リチュア
第10弾から登場。水属性で構成されており、リチュアと名のつく儀式モンスターの儀式召喚を中心とする。サーチやサルベージに長けているほか、属するモンスターのレベルが調整されている等、従来に比べ儀式召喚が容易になっている。一部の関連カードはブースターパックにも収録。
ガスタ
第10弾から登場。風属性、主にサイキック族・鳥獣族で構成されている。墓地に存在する「ガスタ」と名の付いたモンスターをデッキに戻して発動する効果を持つモンスターが多い。また他の「ガスタ」をデッキから特殊召喚する効果を持つカードが多いため、シンクロ召喚やエクシーズ召喚に繋げやすい特徴も持つ。シンクロ及びエクシーズモンスターの「ダイガスタ」が主力。一部の関連カードはブースターパックにも収録。
セイクリッド
第13弾から登場。光属性で構成されており、召喚・特殊召喚時に発動する効果、召喚を補助する効果が多く、エクシーズ召喚を行いやすい構成になっている。